# Helle Bonnesen
Helle Bonnesen egentlig Helle Caroline Elfelt Bonnesen (født 10. februar 1963) er cand.merc. med diplom i fødevareøkonomi, der tillige er konservativ politiker, der er medlem af Københavns Borgerrepræsentation og regionsrådet i Region Hovedstaden, samt medlem af Folketinget for Det Konservative Folkeparti valgt i Københavns Storkreds.
I Borgerrepræsentationen er hun medlem af Teknik- og Miljøudvalget samt Beskæftigelses- og Integrationsudvalget. Hun er udpeget af Kommunen til Metroselskabets bestyrelse. Til kommunalvalget i 2021 blev Bonnesen topscorer af personlige stemmer blandt lokale kandidater på Østerbro med 3433 personlige stemmer.
Hun har senest arbejdet følgende steder i forskellige funktioner: Colgate-Palmolive (nordisk afdeling) (1992-2001), Coca-Cola Company (nordisk afdeling) (2001-2011) & Nordsø Records (2015-2022).
Bonnesen deltog i 2007 på en ekspedition til Sydpolen.
Hun blev menighedsrådsformand for Garnisonskirken i 2018.
Ved Folketingsvalget 2022 opnåede Bonnesen valg.